# دهستان ابراهیم‌آباد
دهستان ابراهیم‌آباد نام دهستانی در بخش رامند شهرستان بوئین‌زهرا، استان قزوین در ایران است. براساس سرشماری مرکز آمار ایران در سال ۱۳۹۵، جمعیت آن ۴۴۷۳ نفر (۱۳۹۹ خانوار) بوده‌است.روستای شاهسون نشین قشلاق چرخلو در دهستان ابراهیم آباد رامند  بابیش از ۲۰۰۰نفر جمعیت ساکن بعنوان بزرگترین و پرجمعیت ترین روستای شاهسون نشین کشور شناخته می‌شود 